# 三聚茚
三聚茚（英語：Truxene）是一種多環芳香烴，該分子可被認為是由三個對稱排列並共享一個中心苯的芴組成。三聚茚是一種固體，微溶於水。

## 歷史
自19世紀末以來，三聚茚就為人所知。J. Hausmann於1889年在研究3-苯基丙酸與五氧化二磷的反應時偶然發現了它。他無法確定確切的結構，但假設它是1-茚满酮的環狀三聚體。據他介紹，它是由3-苯基丙酸分子內酰化產生的1-茚满酮縮合而成。
弗里德里克·基平於1894年確定了三聚茚的結構，並通過1-茚满酮的三聚反應獲得了該化合物。

## 製備
三聚茚通過在乙酸和濃鹽酸的混合物中，由1-茚满酮的循環三聚合製備。

## 用途
三聚茚具有星形，因此適合作為樹狀物合成的起點。
三聚茚的衍生物也已用於合成液晶和富勒烯的片段。